# Orfeo Angelucci
Orfeo Angelucci (Trenton, New Jersey, 1912. június 25. – Kalifornia, 1993. július 24.) amerikai olasz ufológus. 1948-tól Burbankben dolgozott a Lockheed alkalmazottjaként, UFO-élményei is ekkoriban voltak. A spirituális UFO-kutatás egyik megalapozója.